# Mavia
Mavia (em grego: Μαβια) ou Moáuia (em árabe: معاوية; romaniz.: Mu'awiya) foi um nobre do Reino de Quinda, filho do filarco Caiso e bisneto do grão filarco Aretas (r. 498–528). Após a primeira embaixada do oficial Abrâmio, foi enviado por Caiso como refém para a capital do Império Bizantino, Constantinopla, provavelmente em 528.